# Skyland (Nevada)
Skyland é uma comunidade e região censitária no condado de Douglas, estado de Nevada, nos Estados Unidos. Segundo o censo efetuado em 2010, a referida região censitária tinha uma população de  376 habitantes.

## Geografia
Skyland fica localizada na costa leste do Lago Tahoe na parte oeste do estado do Nevada . A principal via de comunicação da região censitária é a U.S. Route 50, estando a 8 quilómetros a sul da linha de fronteira e a 32 quilómetros de Carson City.  Lakeridge fica a norte e Zephyr Cove a sul..
De acordo com o  United States Census Bureau, a região censitária de Skyland tem uma superfície de 11,5 km2 (dos quais 11,3 km2 de terra e 0,2 km2 de água.